# Weera Koedpudsa
Weera Koedpudsa (en tailandés: วีระ เกิดพุดซา, Provincia de Nan, Tailandia, 1 de julio de 1984) es un exfutbolista de Tailandia que jugaba en la posición de guardameta.

## Carrera

### Club
| Periodo   | Club                         | Apariciones | Goles |
| --------- | ---------------------------- | ----------- | ----- |
| 2002-2004 | Bangkok Bank FC              | 38          | 0     |
| 2004-2010 | Bangkok United FC            | 131         | 0     |
| 2011      | Muangthong United            | 28          | 0     |
| 2012–2015 | TOT SC                       | 53          | 0     |
| 2013      | → Muangthong United (cedido) | 18          | 0     |
| 2015–2017 | Port FC                      | 5           | 0     |
| 2016      | → Sisaket FC (cedido)        | 24          | 0     |
| 2017      | Nakhon Ratchasima FC         | 16          | 0     |

### Selección nacional
Jugó para Tailandia en una ocasión en 2006 y estuvo en la Copa Asiática 2007.

## Logros

### Club
- Liga de Tailandia (1): 2006

### Selección nacional
- Juegos del Sudeste Asiático (1): 2007

## Arreglo de partidos
El 21 de febrero de 2017 Weera fue acusado por arreglo de partidos de liga en varias ocasiones. Fue arrestado por la policía real tailandesa y vetado del fútbol de por vida en noviembre del mismo año.